# Začimbna česnovka
Začimbna česnovka (znanstveno ime Mycetinis scorodonius) je gliva iz rodu česnovk (Mycetinis).

## Značilnosti
Klobuk ima v premeru od 2 do 30 mm. Mlad je konveksen, kasneje se razpre in pogosto razvije osrednjo vdolbina. Povšrina je suha in v zrelosti postane rahlo nagubana. Mlada je rjave barve, vendar kmalu zbledi.
Lističi so belkasti, redki, široki, razmaknjeni in rahlo pritrjeni na bet.
Bet je visok do 60 mm in enakomerne debeline od 0,5 do 3 mm. Večinoma gladek ali z nekaj drobnimi dlakami ob dnu; na vrhu belkaste do bledo rjave barve, proti dnu prehaja v rdečkasto do temno rdečkasto rjavo.
Ima močan vonj po česnu, ki se pri večjih skupinah gob zazna že na daljavo.

## Razširjenost in življenjski prostor
Je pogosta gniloživka in raste v večjih skupinah na odpadlih iglicah iglavcev od poletja do pozne jeseni.

## Mikroskopske značilnosti
Trosni prah je bel. Trosi so peškaste oblike in merijo 7–11 μm x 3–5 μm. Heilocistide na robu lističev so kijaste oblike s številnimi prstastimi izboklinami.

## Podobne vrste
- dolgobetna česnovka (Mycetinis alliaceus) ima daljši in močnejši bet, ter klobuk stožčaste oblike.
- porova česnovka (Mycetinis prasiosmus) raste na listju in nima heilocistid.

## Uporabnost
Užitna. Uporabna kot začimba.

## Galerija slik
- Ilustracija
- Skupina začimbnih česnovk
- Trosovnica
- Trosi